# بيانكا أماتو
بيانكا أماتو (بالإنجليزية: Bianca Amato)‏، هي مُمثلة جنوب أفريقية.

## روابط خارجية
بيانكا أماتو على موقع IMDb (الإنجليزية)
- بيانكا أماتو على موقع ألو سيني (الفرنسية)
- بيانكا أماتو على موقع ميوزك برينز (الإنجليزية)
- بيانكا أماتو على موقع قاعدة بيانات برودواي على الإنترنت (الإنجليزية)
- بيانكا أماتو على موقع قاعدة بيانات الفيلم (الإنجليزية)